# Zmalet El Emir Abdelkader
Zmalet El Emir Abdelkader (زمالة الأمير عبد القادر), conocido antes de la independencia de Argelia por su nombre bereber, Taguín (ⵜⴰⴳⵉⵏ, en fr. Taguine) es un municipio (baladiyah) de la provincia de Tiaret en Argelia. En abril de 2008 tenía una población censada de 18 722 habitantes. En la época francesa se denominó Mégane.
Se encuentra ubicado al norte del país, sobre la cordillera del Atlas y a aproximadamente 150 km de la costa del mar Mediterráneo.
El topónimo actual hace honor a la Smala del Emir Abd al-Qádir, que resistió heroicamente los franceses durante la colonización de Argelia. En 1843, mientras estaban acampados en el pozo de Taguín fueron sorprendidos por la caballería francesa, dándose la Batalla de la Smala, en la que fueron derrotados. Hubo 300 muertos y 3000 prisioneros.